# IC 2395
IC 2395 је расијано звјездано јато у сазвјежђу Једра које се налази на листи објеката дубоког неба у Индекс каталогу.
Деклинација објекта је - 48° 6' 30" а ректасцензија 8h 42m 30,0s. Привидна величина (магнитуда) објекта IC 2395 износи 4,6. IC 2395 је још познат и под ознакама OCL 763, ESO 210-SC3, vdB-Hagen 47.